# Tables, Ladders, and Chairs match
Tables, Ladders, and Chairs match é um tipo de combate de luta livre profissional onde são utilizadas tables (mesas), ladders (escadas) e chairs (cadeiras). Não existem desqualificações ou contagem, o objetivo da luta é pegar o objeto pendurado sobre o ringue, em regra o cinturão de um título. A luta foi criada pela WWE em 2000.

## WWE
| No. | Luta | Estipulações                                                                                            | Evento                                       | Data e local                                     |
| --- | --- | --- | -------------------------------------------- | ------------------------------------------------ |
| 1   | Edge e Christian (c) derrotaram The Hardy Boyz e The Dudley Boyz                                                                   | Triple Threat Tag Team TLC Match pelo WWF Tag Team Championship                                         | SummerSlam (2000)                            | 27 de agosto de 2000 Raleigh, Carolina do Norte  |
| 2   | Edge e Christian derrotaram The Dudley Boyz e The Hardy Boyz (c)                                                                   | Triple Threat Tag Team TLC Match pelo WWF Tag Team Championship                                         | WrestleMania X-Seven                         | 1 de abril de 2001 Houston, Texas                |
| 3   | Chris Benoit e Chris Jericho(c) derrotaram The Hardy Boyz, The Dudley Boyz e Edge e Christian                                      | Fatal 4-Way Tag Team TLC Match pelo WWF Tag Team Championship                                           | SmackDown!                                   | 24 de maio de 2001 Anaheim, Califórnia           |
| 4   | Kane[1](com The Hurricane) (c) derrotou The Dudley Boyz (Bubba Ray & Spike), Christian & Chris Jericho, e Jeff Hardy & Rob Van Dam | Fatal 4-Way Tag Team TLC Match pelo World Tag Team Championship                                         | Raw                                          | 7 de outubro de 2002 Las Vegas, Nevada           |
| 5   | Edge (c) derrotou Ric Flair | Luta Individual TLC Match pelo WWE Championship                                                         | Raw                                          | 16 de janeiro de 2006 Raleigh, Carolina do Norte |
| 6   | John Cena derrotou Edge (c) | Luta Individual TLC Match pelo WWE Championship                                                         | Unforgiven (2006)                            | 17 de setembro de 2006 Toronto, Canadá           |
| 7   | Edge derrotou The Undertaker | Luta Individual TLC Match pelo vago World Heavyweight Championship                                      | One Night Stand (2008)                       | 1 de junho 2008, San Diego, Califórnia           |
| 8   | CM Punk derrotou Jeff Hardy (c) | Luta Individual TLC Match pelo World Heavyweight Championship                                           | SummerSlam (2009)                            | 23 de agosto de 2009, Los Angeles, Califórnia    |
| 9   | D-Generation X (Triple H e Shawn Michaels) derrotaram Jeri-Show (Chris Jericho & Big Show) (c)                                     | Luta de Duplas TLC Match pelo Unified WWE Tag Team Championship                                         | TLC: Tables, Ladders & Chairs (2009)         | 13 de dezembro de 2009, San Antonio, Texas       |
| 10  | The Miz (c) derrotou Jerry "The King" Lawler                                                                                       | Luta Individual TLC Match pelo WWE Championship                                                         | Raw                                          | 29 de novembro de 2010, Filadélfia, Pensilvânia  |
| 11  | Edge derrotou Kane (c), Alberto Del Rio e Rey Mysterio                                                                             | Luta Individual TLC Match pelo World Heavyweight Championship                                           | TLC: Tables, Ladders & Chairs (2010)         | 19 de dezembro de 2010, Houston, Texas           |
| 12  | CM Punk (c) derrotou The Miz e Alberto Del Rio                                                                                     | Luta Individual TLC Match pelo WWE Championship                                                         | TLC: Tables, Ladders & Chairs (2011)         | 18 de dezembro de 2011, Baltimore, Maryland      |
| 13  | The Shield (Dean Ambrose, Seth Rollins e Roman Reigns) derrotou Team Hell No (Kane e Daniel Bryan) e Ryback                        | Luta de Seis Homens TLC Match (vitoria via pinfall ou submissão)                                        | TLC: Tables, Ladders & Chairs (2012)         | 16 de dezembro de 2012, Nova Iorque, Nova Iorque |
| 14  | CM Punk (c) derrotou Ryback | Luta Individual TLC Match pelo WWE Championship                                                         | Raw                                          | 7 de janeiro de 2013, Tampa, Flórida             |
| 15  | Randy Orton (c - WWE) derrotou John Cena (c - World Heavyweight)                                                                   | Luta Individual Champion vs. Champion TLC Match para unificar o World Heavyweight e o WWE Championships | TLC: Tables, Ladders & Chairs (2013          | 15 de dezembro de 2013, Houston, Texas           |
| 16  | El Torito derrotou Hornswoggle | Luta Individual TLC Match                                                                               | Extreme Rules (2014)                         | 4 de maio de 2014, East Rutherford, Nova Jersey  |
| 17  | Bray Wyatt derrotou Dean Ambrose                                                                                                   | Luta Individual TLC Match                                                                               | TLC: Tables, Ladders and Chairs...and Stairs | 14 de dezembro de 2014, Cleveland, Ohio          |
| 18  | Sheamus (c) derrotou Roman Reigns                                                                                                  | Luta Individual TLC Match pelo WWE World Heavyweight Championship                                       | TLC: Tables, Ladders & Chairs (2015)         | 13 de dezembro de 2015, Boston, Massachusetts    |
| 19  | AJ Styles (c) derrotou Dean Ambrose                                                                                                | Luta Individual TLC Match pelo WWE World Championship                                                   | TLC: Tables, Ladders & Chairs (2016)         | 4 de dezembro de 2016, Dallas, Texas             |

## Extreme Championship Wrestling
A ECW realizou uma luta nestes molde a qual denominou Tables, Ladders, Chairs and Canes match já que o nome original é de propriedade da WWE, foi no Guilty as Charged de 2001.

## Total Nonstop Action Wrestling
A TNA tem uma variante deste tipo de combate que denomina Full Metal Mayhem. O modelo é basicamente o mesmo, porém na TNA são acrescentadas correntes de aço, ou qualquer outro objeto de aço. Foram realizadas cinco vezes na TNA, no Against All Odds de 2005, Sacrifice de 2006, Victory Road de 2008, Bound for Glory de 2009 e no Final Resolution de 2010.